# Leksands IF
Leksands IF (Leksand’s Idrottsförening Ishockey, auch Leksand Stars) ist ein schwedischer Eishockeyklub aus dem Ort Leksand, der bisher viermal den nationalen Meistertitel gewann und seit 2019 erneut in der höchsten Spielklasse des Landes, der Svenska Hockeyligan, spielt.

## Geschichte
Der Verein wurde 1919 mit den Sektionen Bandy und Fußball gegründet und ab 1938 gehörte auch eine Eishockeyabteilung zum Verein. Die Mannschaft stieg vor der Saison 1948/49 zum ersten Mal in die höchste schwedische Spielklassen auf und zählte von 1950 bis 2001 zu den Spitzenmannschaften der Meisterschaftsrunde. Die erfolgreichste Phase der Vereinsgeschichte war der Beginn der 1970er Jahre, als man vier Meistertitel erspielen konnte (1969, 1973, 1974, 1975).
Erst 2001 stieg der Verein aus der Elitserien in die Allsvenskan ab. Seitdem pendelt die Mannschaft häufig zwischen der Elitserien und der HockeyAllsvenskan. Im August 2007 erreichte der Klub weltweite Aufmerksamkeit, als man den früheren NHL-Torhüter Ed Belfour verpflichtete. Allerdings scheiterte man auch mit dieser Verpflichtung am Wiederaufstieg in die Elitserien. 2016 gelang dann der angepeilte Wiederaufstieg in die Svenska Hockyligan. In der Saison 2016/17 kam man jedoch nicht über den 14. und damit letzten Platz hinaus und unterlag in der Relegation dem Mora IK, so dass Leksands wieder in die zweitklassige HockeyAllsvenskan abstieg. 2019 folgte der Wiederaufstieg in die Svenska Hockeyligan.

## Heimspielstätte

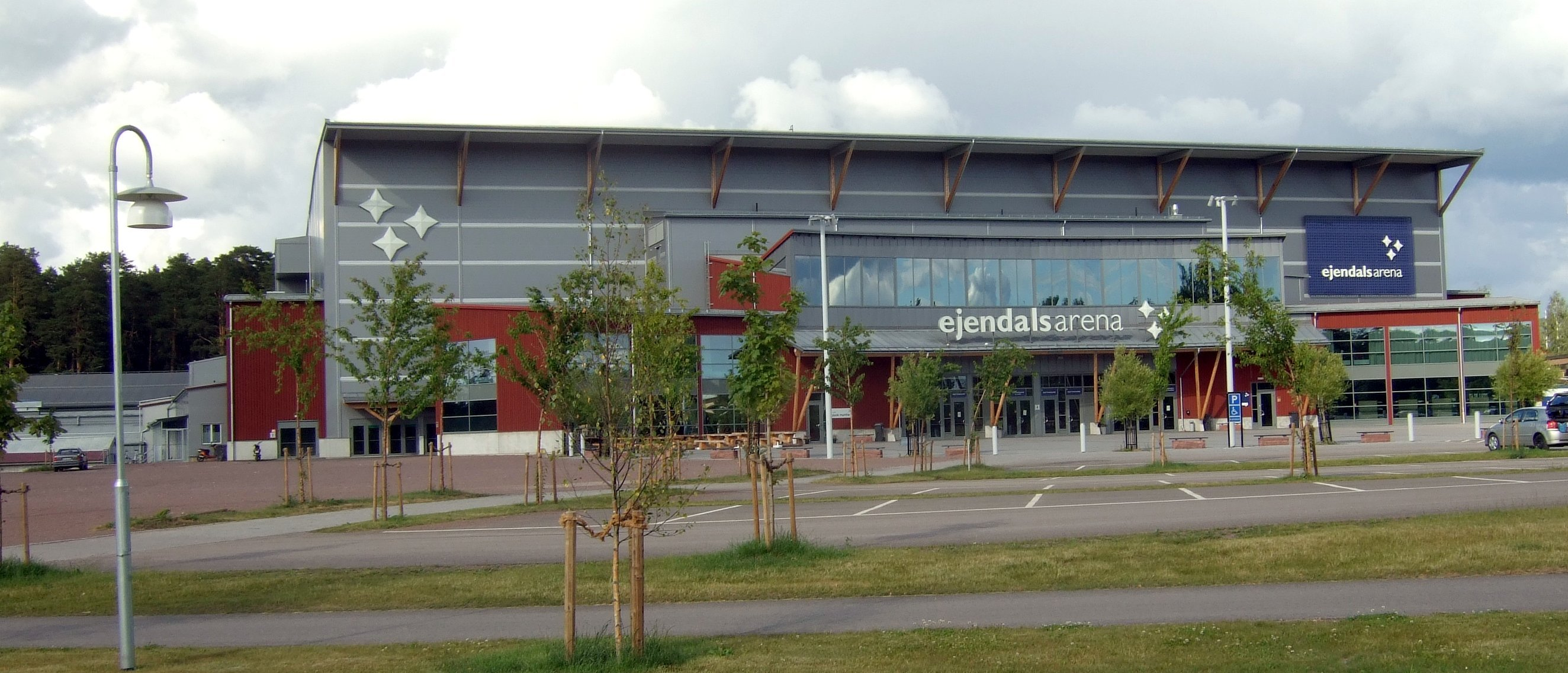
Die Tegera Arena, Heimspielstätte von Leksands IF

Die Profi-Mannschaft des Vereins trägt ihre Heimspiele in der 2005 wiedereröffneten Tegera Arena aus, die 7650 Zuschauern Platz bietet. Der offizielle Zuschauerrekord von 8017 Zuschauern wurde am 6. Januar 2006 bei einem Spiel gegen den rivalisierenden Mora IK erreicht, allerdings wurde seitdem die maximale Kapazität aufgrund von Sicherheitsauflagen verringert. Das 1965 erbaute Isstadion Leksands fasste 6300 Zuschauer und wurde 2005 saniert, wobei die Kapazität vergrößert wurde und zusätzlich 272 VIP-Plätze geschaffen wurden.
Der Zuschauerrekord seit Bestehens des Vereins wurde 1964 aufgestellt, als 12479 das Finalspiel gegen Brynäs IF im Freiluftstadion Leksand Isstadion verfolgten. Neben der Eisarena steht dem Klub noch eine Trainingseishalle, die LRF-hallen zur Verfügung, die 360 Zuschauern Platz bietet.

## Erfolge
- Schwedischer Meister 1975,  1974,  1973,  1969
- Schwedischer Vizemeister 1989,  1972,  1971,  1964,  1959
- Gewinn der regulären Saison 1980, 1994, 1997
- Meister der Allsvenskan 2002, 2005

## Bekannte ehemalige Spieler

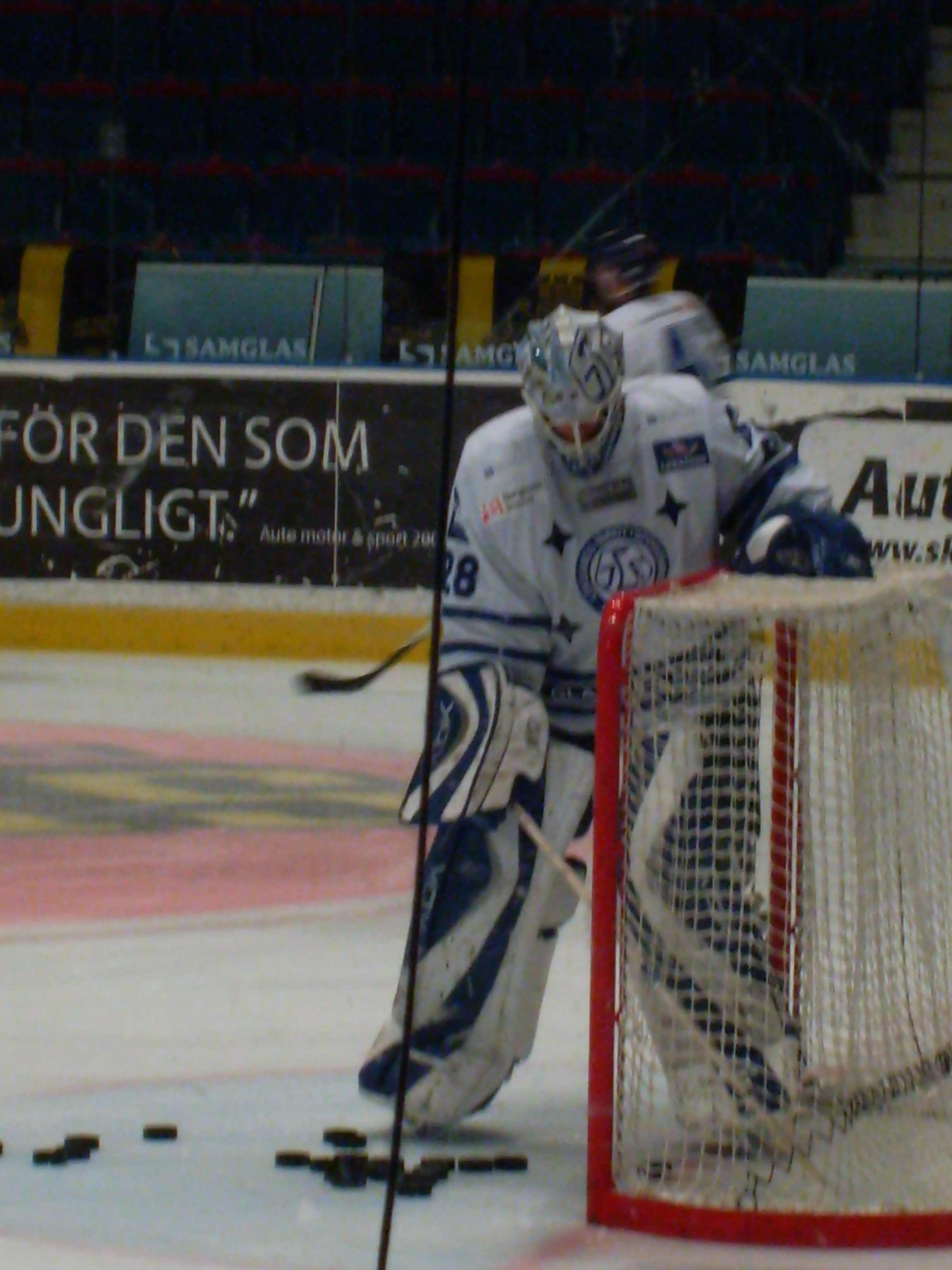
Eddie Läck im Tor von Leksands IF

| - Mats Åhlberg - Mike Bales - Ed Belfour - Pierre-Édouard Bellemare - Emil Bemström - Stefan Bergkvist - Francis Bouillon - Anders Carlsson - Chris Connolly - Jacob de la Rose - Oliver Ekman-Larsson - Roland Eriksson - Filip Forsberg - Tomas Forslund | - Johan Hedberg - Hans Jax - Tomas Jonsson - Dan Labraaten - Eddie Läck - Erkki Laine - Jarmo Mäkitalo - Jens Nielsen - Nils Nilsson - Hannu Pikkarainen - Michael Raffl - Victor Rask | - Michael Ryder - Kjell Samuelsson - Ulf Samuelsson - Andy Schneider - Lars-Erik Sjöberg - Thomas Steen - Magnus Svensson |

### Gesperrte Trikotnummern
- #2 Åke Lassas
Åke Lassas war der erste Spieler aus Leksand, der in der Nationalmannschaft spielte. Bei den Olympischen Winterspielen 1952 in Oslo gewann er die Bronzemedaille. Insgesamt absolvierte er 23 Spielzeiten für Leksands IF.
- #18 Jonas Bergqvist
 Bergqvist absolvierte 575 Spiele für Leksands IF, in denen er 224 Tore erzielte. 1987, 1991 und 1998 wurde er Weltmeister.

## Vereinsrekorde

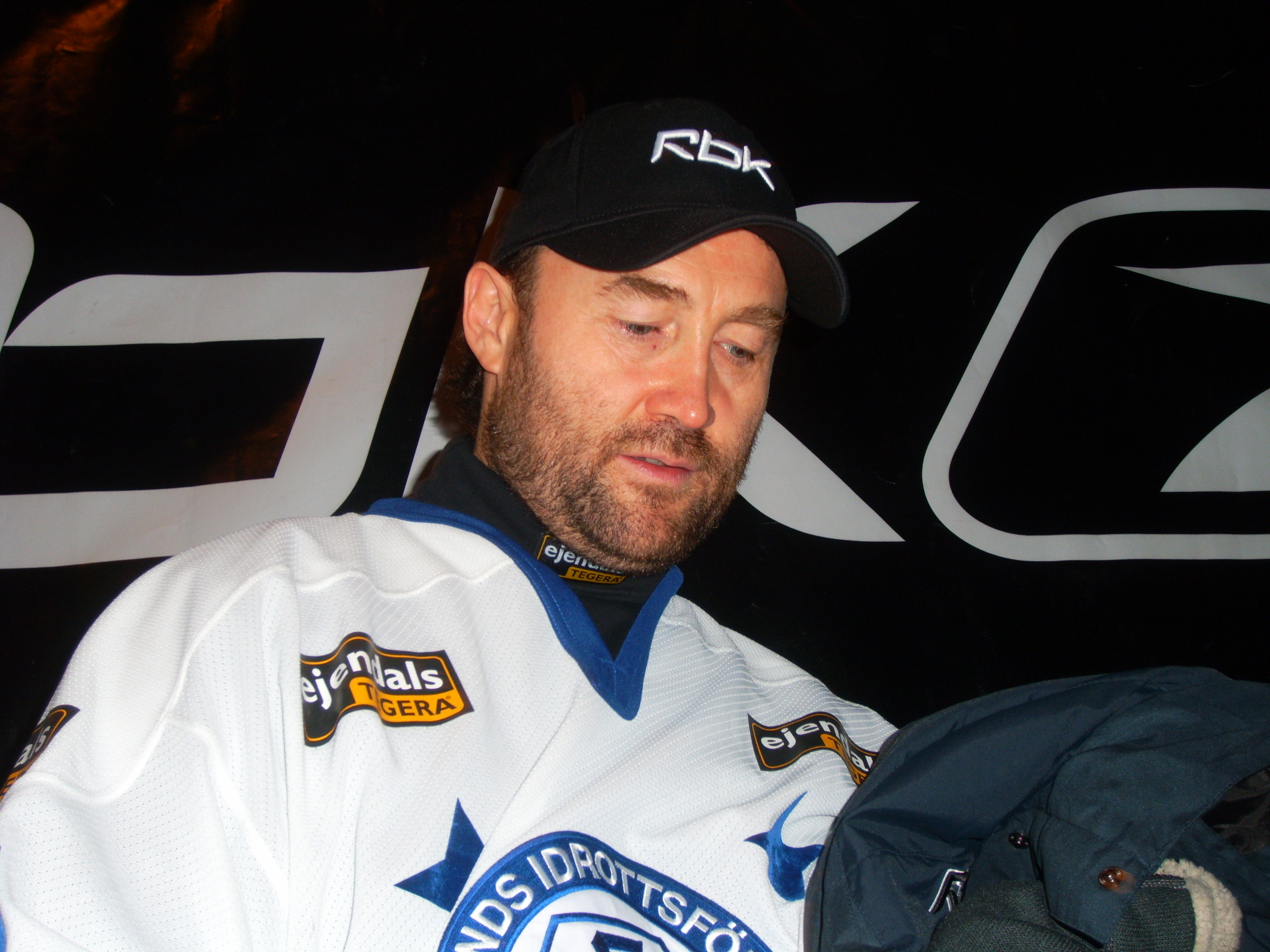
Ed Belfour spielte in der Saison 2007/08 für Leksands IF

|              | Anzahl | Name                           | Saison  |
| Tore         | 42     | Mats Åhlberg                   | 1976/77 |
| Assists      | 54     | Jens Nielsen                   | 2001/02 |
| Punkte       | 81     | Jens Nielsen & Mikael Karlberg | 2001/02 |
| Strafminuten | 199    | Stefan Bergkvist               | 1998/99 |
| Shutouts     | 7      | Ed Belfour                     | 2007/08 |